# Centro Universitário Sumaré
O Centro Universitário Sumaré (anteriormente denominado Faculdade Sumaré) é uma instituição de ensino superior privada do Brasil, localizada em São Paulo.
A instituição possui doze campi, localizados nas regiões de Belém, Bom Retiro, Sapopemba, Santana, Campo Limpo,  Itaquera, São Mateus, Tucuruvi, Santo Amaro, Sumaré e Tatuapé, possuindo dois campi nesta última.

## Histórico
Foi fundado em 2000 por meio do Instituto Sumaré de Educação Superior (ISES).
Em 2015, sobe em ranking de avaliação da infraestrutura do Enade, recebendo nota acima de 90% no ano, com destaque para os cursos de gestão e tecnologia da informação.
Em 2016, o MEC atribui um conceito de excelência e a instituição teve sete cursos entre os melhores, de acordo com o ICG:
- primeiro Lugar no Brasil: Logística e Gestão Financeira obtendo nota 5;
- primeiro Lugar no Estado de São Paulo: Recursos Humanos obtendo nota 4;
- segundo Lugar no Brasil: Secretariado Executivo Bilíngue obtendo nota 4;
- terceiro Lugar na Cidade de São Paulo: Administração obtendo nota 5;
- terceiro Lugar no Estado de São Paulo: Marketing obtendo nota 4;
- quinto Lugar no Estado de São Paulo: Ciências Contábeis obtendo nota 4.

No ano de 2018, é citada pela revista exame entre os melhores cursos de pedagogia do Brasil (faixa = 4 ou 5), em ranking do MEC. e entre as melhores faculdades e universidades do País pela Você S/A. 

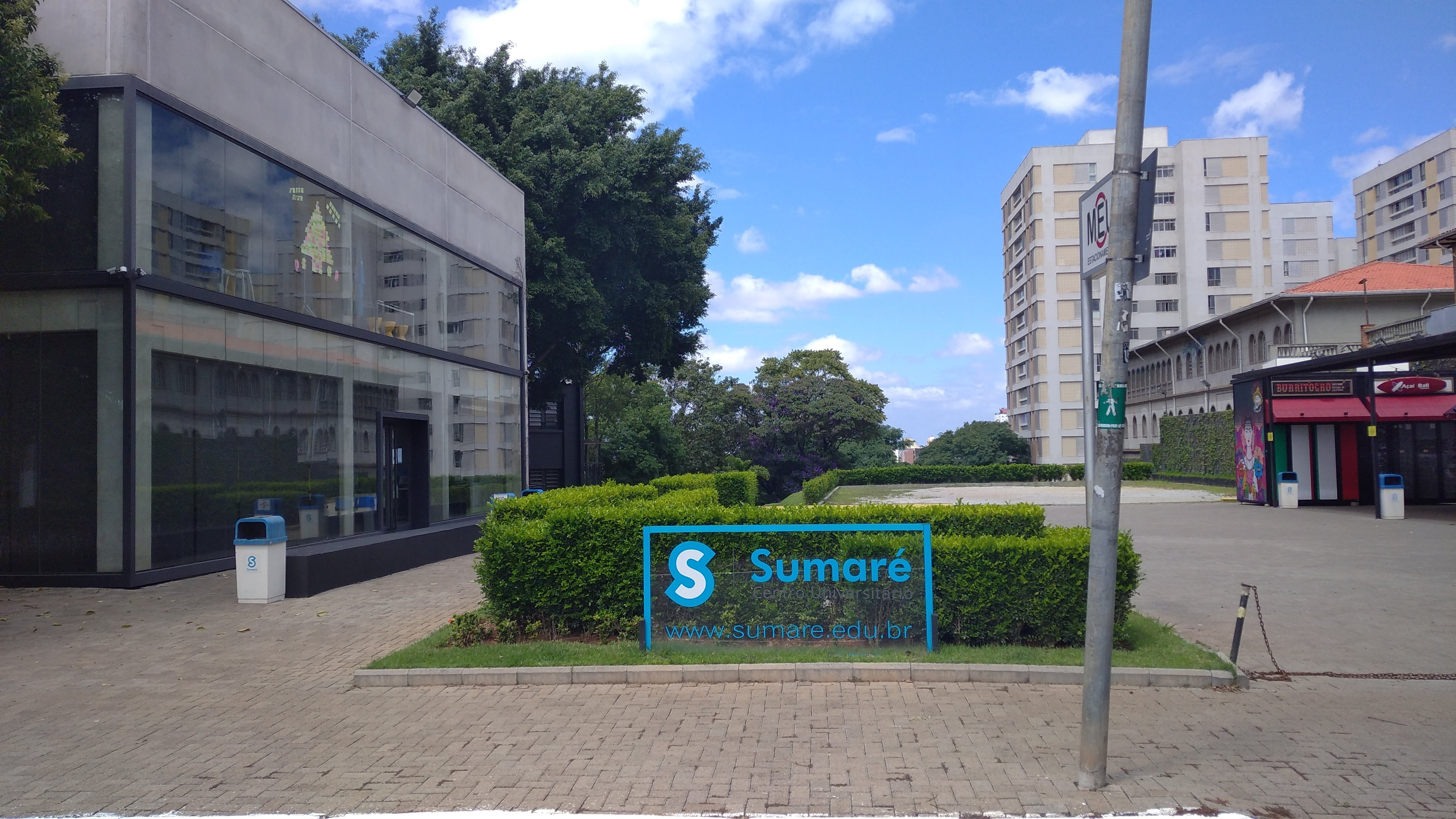
Campus do Centro Universitário Sumaré, na Capital Paulista.

## Controvérsias
Em 2010, a instituição chegou a ser processada pela Secretaria de Educação Superior (SESu) por oferecer um número maior de vagas que o permitido pelo MEC para o curso de Pedagogia, ofertando um total de 1300 vagas, quando foram autorizadas 900.
Em 2014, apareceu em 10º lugar em um ranking divulgado pelo Procon de instituições de ensino superior com mais reclamações feitas por usuários.